# Marjan Šarec
Marjan Šarec (Liubliana, Yugoslavia ahora Eslovenia; 2 de diciembre de 1977) es un político y actor esloveno. Desde el 13 de septiembre de 2018 hasta el 13 de marzo de 2020 fue el noveno primer ministro de Eslovenia tras la instauración de la República de Eslovenia después de su independencia de Yugoslavia, (25 de junio de 1991).

## Carrera política
En las elecciones locales de 2010, Šarec se postuló para el cargo de alcalde de Kamnik, una ciudad en el centro-norte de Eslovenia. En un raro caso entre las personalidades de los medios eslovenos que intentaron entrar en la política nacional o local, Šarec fue exitoso. Después de terminar en segundo lugar en la primera vuelta, ganó por poco la segunda vuelta. Después de ser miembro del partido Eslovenia Positiva, en 2014 Šarec entró en la elección local con su propia lista política y fue reelegido en la primera vuelta con casi dos tercios de los votos. Después de convertirse en un funcionario electo, Šarec retiró sus personajes de la etapa y se comprometió completamente con el trabajo del alcalde.
En mayo de 2017, Šarec anunció que se presentaría en las próximas elecciones presidenciales, que tendrán lugar el 22 de octubre. A pesar de que los medios le recuerdan su carrera como actor, Šarec afirmó que hablaba en serio sobre la candidatura, ya que "la función del presidente debería ser tratado como algo serio". Criticando al presidente en ejercicio Borut Pahor por tratar la función presidencial como una celebridad, Šarec fue visto como un candidato potencialmente fuerte, uno que podría atraer a la generación más joven de votantes y votantes que se inclina hacia el lado izquierdo del espectro político. En la primera ronda de las elecciones, Šarec ganó el 25% de los votos, lo que resultó en una segunda vuelta contra Pahor el 12 de noviembre, en la que perdió por poco. Se presentó como líder del partido Lista de Marjan Šarec, donde obtuvo 13 escaños de 90; luego de conversaciones con otros partidos; fue nominado como candidato a primer ministro de Eslovenia. Šarec fue elegido como nuevo primer ministro de Eslovenia el 17 de agosto de 2018 con 43 votos a favor.
El 27 de enero de 2020, Šarec renunció al cargo, luego de la renuncia de su Ministro de Hacienda, quien renunció debido a los cambios propuestos a la legislación relacionada con la salud. El 13 de marzo fue sucedido por Janez Janša.